# Mercyhurst College
Mercyhurst College – katolicki college, założony w 1926 roku przez Sisters of Mercy (Siostry Miłosierdzia). 
Jest szkołą katolicką, zlokalizowaną w Erie (Pensylwania). Obecnie na Mercyhurst studiuje około 3000 studentów. Początkowo szkoła była miejscem edukacji tylko dziewcząt. Status szkoły koedukacyjnej uzyskała w 1969 roku. Budżet roczny wynosi ok. 75 milionów dolarów.

## Historia
Mercyhurst College rozpoczął swoją działalność 20 września 1926 roku. Pierwszym rektorem szkoły była Matka M. Borgia Egan. Do 1972 roku uczelnią zarządzały Siostry Miłosierdzia. Ostatnie 20 lat to czas rozwoju szkoły. Mercyhurst otworzył trzy filie: w North East oraz Mercyhurst West w Girard (Pensylwania). Trzecia filia uczelni jest zlokalizowana w Corry (Pensylwania).

## Wydziały
- The School of Arts & Humanities
- The Walker School of Business & Communication
- The Hafenmaier School of Education & Behavioral Sciences
- The Zurn School of Natural Sciences & Mathematics
- The School of Social Sciences

Mercyhurst jest znany głównie za swoje programy z archeologii, wywiadu oraz tańca i muzyki.

## Sport
W strukturze uczelni została powołana drużyna hokeja na lodzie, występująca w rozgrywkach akademickich NCAA. W barwach zespołu występowali Ryan Zapolski, Jeff Terminesi, Adam Carlson.